# Уорд, Лестер
Ле́стер Франк Уо́рд (англ. Lester Frank Ward; 18 июня 1841 — 18 апреля 1913) — американский ботаник, палеонтолог и социолог. Основоположник психологического эволюционизма. Один из основателей и первый президент Американского социологического сообщества.
Уорд способствовал внедрению курсов социологии в американское высшее образование. Он был убежден в том, что общество может быть управляемо при помощи науки, что стало особенно привлекательно в США для интеллектуалов в эпоху прогрессивизма. Он имел влияние в кругах социальных евангелистов, которых затронуло его мнением о том, что на протяжении всей истории человечества институциональное священство приносило больше вреда, чем пользы.
Уорд подчёркивал важность общественных сил, которые могли бы на макроуровне для достижения осознанного прогресса руководствоваться интеллектом, а не позволять эволюции идти своим собственным неустойчивым курсом, как это предложили Уильям Грэм Самнер и Герберт Спенсер. Уорд указывал на необходимость всеобщего и всестороннее государственного образования, чтобы дать общественности возможность приобрести знания в которых нуждается демократия для того чтобы управление шло успешно.

## Биография

### Ранняя жизнь
Лестер Уорд родился в Джолиет, штат Иллинойс, младшим из 10 детей, рождённых Юстусом Уордом и его женой — Сайленс Ролф Уорд. Юстус Уорд (умер в 1858 г.) состоял в колониальном племени Новой Англии, но не был богатым, поэтому занимался фермерством, чтобы зарабатывать на жизнь. Сайленс Уорд была дочерью священнослужителя, талантливым перфекционистом и образованным человеком. Увлекалась литературой.
Когда Лестеру исполнился год, его семья переехала ближе к Чикаго, в Даунерс-Гроув, штат Иллинойс, в 23 милях от озера Мичиган. Затем семья переехала в усадьбу в Сент-Чарльз, штат Иллинойс, где его отец построил лесопильный завод, занимаясь железнодорожными связями.

### Раннее образование
Уорд впервые посетил школу в Сент-Чарльз в 1850 году, когда ему было девять лет. Среди своих одноклассников и друзей был известен как Фрэнк Уорд, проявлял большой энтузиазм к книгам и учёбе, свободно дополняя свое образование чтением вне дома.
Через 4 года после того, как Уорд начал посещать школу, его родители вместе с ним и его старшим братом отправились в Айову в крытом вагоне, чтобы начать новую жизнь. Четыре года спустя, в 1858 году, Юстус Уорд неожиданно умер, и семья вернулась жить в старую усадьбу, которая все еще принадлежала им в Сент-Чарльзе. Мать Уорда не одобряла этих действий и хотела, чтобы мальчики остались в Айове, для того чтобы продолжить работу своего отца.
Братья недолго жили вместе в старой семейной усадьбе, которую они называли «Холостяцкий дом», занимаясь сельскохозяйственной работой, чтобы зарабатывать на жизнь, и мотивировали друг друга к получению образования и отказу от физического труда.
В конце 1858 года оба брата переехали в Пенсильванию по приглашению старшего брата Фрэнка Кирена, который был на 9 лет тарше Лестера. Фрэнк начинал бизнес по изготовлению колесных вагонов и нуждался в рабочей силе. Братья увидели в этом возможность приблизиться к цивилизации и в конечном итоге поступить в колледж.
Однако бизнес потерпел неудачу, и Лестер Франк, у которого все еще не было денег, чтобы поступить в колледж, нашел работу преподавателя в маленькой сельской школе, а в летние месяцы работал на ферме. В конце концов он сэкономил деньги, не стал поступать в колледж и в 1860 году поступил в Университет Саскеханны. Хотя сначала он был неуверен в своём «формальном» образовании и самообучении, но вскоре обнаружил, что его знания по сравнению с одноклассниками благоприятно быстро продвигаются.

## Научные труды

### Монографии
- Ward, Lester F. Dynamic Sociology (Vol. 1). Or Applied social science as based upon statical sociology and the less complex sciences (англ.). — New York: D. Appleton & Co.[англ.], 1883. — Vol. 1 of 2.
- Ward, Lester F. Neo-Darwinism and Neo-Lamarckism. — Washington: Gedney & Roberts Co, 1891.
- Ward, Lester F. The Psychic Factors of Civilization. — Boston: Ginn & Co.[англ.], 1893. (reprinted 1906)
- Ward, Lester F. Dynamic Sociology (Vol. 2). Or Applied social science as based upon statical sociology and the less complex sciences (англ.). — New York: D. Appleton & Co.[англ.], 1897. — Vol. 2 of 2.
- Ward, Lester F. Outlines of Sociology. — London: The Macmillan Co., 1898. (reprinted 1913)
- Dealey, James Q.[англ.]; Ward, Lester F. A Text-Book of Sociology. — London: The Macmillan Co., 1905.
- Ward, Lester F. Applied Sociology. A Treatise on the Conscious Improvement of Society by Society (англ.). — New York, et al: Ginn & Co.[англ.], 1906.
- Ward, Lester F. Eugenics, Euthenics, and Eudemics. — Chicago: American Journal of Sociology, 1913. — С. 737—754.
- Ward, Lester F. Glimpses of the Cosmos, Vol. 1. — New York and London: G. P. Putnam's Sons[англ.]. — Т. 6 vols..
- Ward, Lester F. Glimpses of the Cosmos, Vol. 2. — New York and London: G. P. Putnam's Sons[англ.]. — Т. 6 vols..
- Ward, Lester F. Glimpses of the Cosmos, Vol. 3. — New York and London: G. P. Putnam's Sons[англ.]. — Т. 6 vols..
- Ward, Lester F. Glimpses of the Cosmos, Vol. 4. — New York and London: G. P. Putnam's Sons[англ.]. — Т. 6 vols..
- Ward, Lester F. Glimpses of the Cosmos, Vol. 5. — New York and London: G. P. Putnam's Sons[англ.]. — Т. 6 vols..
- Ward, Lester F. Glimpses of the Cosmos, Vol. 6. — New York and London: G. P. Putnam's Sons[англ.]. — Т. 6 vols..

### Статьи
- Ward, Lester F. Guide to the Flora of Washington, D.C and Vicinity. — Washington: Washington Printing Office[англ.], 1881. — Т. 26, № 22. — С. 363—469.
- The use and abuse of wealth // Forum, 1885
- Ward, Lester F. Sketch of Paleobotany. — Washington: Washington Printing Office[англ.], 1885. — Т. Department of the Interior: U.S. National Museum — Extract from the Fifth Annual Report of the Director, 1883—'84. — С. 363—469.
- Ward, Lester F. Synopsis of the Flora of the Laramie Group. — Chicago: United States Geological Survey, 1885. — Т. 6. — С. 399—557.
- Broadening the way of success // Forum, 1886
- What shall the public schools teach? // Forum, 1886
- False notions of governement // Forum, 1887
- Ward, Lester F. Types of the Laramie Flora. — Washington: Washington Printing Office[англ.], 1887. — Т. Department of the Interior: U.S. National Museum — Bulletin of the United States National Museum, № 37. — С. 363—469.
- Moral and material progress contracted // Proceedings of the Biological Society of Washington, 1887
- Our better halves // Forum, 1888
- True and False civil service reform // The Historical American, 1888
- Some social and economic paradoxes // The american Anthropologik, 1889
- Genius and woman’s intuition // Forum, 1890
- The course of biological evolution — Annual address of the president of the Biological Society of Washington, delivered January 25, 1890 // Proceedings, 1890
- The transmission of culture // Forum, 1891
- Neo-Darwinism and Neo-Lamarckism // Annual Address of the President of the Biological Society of Washington, delivered January 24, 1891 // Proceedings, 1891
- Ward, Lester F. Contributions to Social Philosophy. II. Sociology and Cosmology (англ.). — Chicago: American Journal of Sociology, 1895. — Vol. 1, No. 2. — P. 132—145.
- Ward, Lester F. Contributions to Social Philosophy. III. Sociology and Biology (англ.). — Chicago: American Journal of Sociology, 1895. — Vol. 1, No. 3. — P. 313—326.
- Ward, Lester F. Contributions to Social Philosophy. IV. Sociology and Anthropology (англ.). — Chicago: American Journal of Sociology, 1895. — Vol. 1, No. 4. — P. 426—433.
- Ward, Lester F. Contributions to Social Philosophy. V. Sociology and Psychology (англ.). — Chicago: American Journal of Sociology, 1896. — Vol. 1, No. 5. — P. 618—632.
- Ward, Lester F. Contributions to Social Philosophy. VI. The Data of Sociology (англ.). — Chicago: American Journal of Sociology, 1896. — Vol. 1, No. 6. — P. 738—752.
- Ward, Lester F. Contributions to Social Philosophy. VII. The Social Forces (англ.). — Chicago: American Journal of Sociology, 1896. — Vol. 2, No. 1. — P. 82—95.
- Ward, Lester F. Contributions to Social Philosophy. VIII. The Mechanics of Society (англ.). — Chicago: American Journal of Sociology, 1896. — Vol. 2, No. 2. — P. 234—254.
- Ward, Lester F. Contributions to Social Philosophy. IX. The Purpose of Sociology (англ.). — Chicago: American Journal of Sociology, 1896. — Vol. 2, No. 3. — P. 446—460.
- Ward, Lester F. Contributions to Social Philosophy. X. Social Genesis (англ.). — Chicago: American Journal of Sociology, 1897. — Vol. 2, No. 4. — P. 532—546.
- Ward, Lester F. Contributions to Social Philosophy. XI. Individual Telesis (англ.). — Chicago: American Journal of Sociology, 1897. — Vol. 2, No. 5. — P. 699—717.
- Ward, Lester F. Contributions to Social Philosophy. XII. Collective Telesis (англ.). — Chicago: American Journal of Sociology, 1897. — Vol. 2, No. 6. — P. 801—822.
- Ward, Lester F. Contemporary Sociology, I-IV (Part 1 of 3) // American Journal of Sociology. — Chicago: University of Chicago Press, 1902. — Январь (т. 7, № 4).
- Ward, Lester F. Contemporary Sociology, V-VIII (Part 2 of 3) // American Journal of Sociology. — Chicago: University of Chicago Press, 1902. — Март (т. 7, № 5). — С. 629—658.
- Ward, Lester F. Contemporary Sociology, IX-XII (Part 3 of 3) (англ.). — Chicago: University of Chicago Press, 1902. — Vol. 7. — P. 749—762. — (American Journal of Sociology).
- (1903) «Pure Sociology: A Treatise on the Origin and Spontaneous Development of Society.» (2,625 KB — PDF)
- Ward, Lester F. Status of the Mesozoic floras of the United States, Vol. 1 (англ.) // Monographs of the U.S. Geological Survey : journal. — Washington: Washington Printing Office[англ.], 1905. — Vol. 48, no. Part 1 — Text. — P. 5—616. With the collaboration of William M. Fontaine, Arthur Bibbins, and G. R. Wieland
- Ward, Lester F. Status of the Mesozoic floras of the United States, Vol. 2 (англ.) // Monographs of the U.S. Geological Survey : journal. — Washington: Washington Printing Office[англ.], 1905. — Vol. 48, no. Part 2 — Plates. — P. ~500pp.. With the collaboration of William M. Fontaine, Arthur Bibbins, and G. R. Wieland
- Ward, Lester F. Social Classes in the Light of Modern Sociological Theory (англ.). — Chicago: American Journal of Sociology, 1908. — Vol. 13. — P. 617—627.

### Переводы на русский язык
- Уорд Л. Ф. Динамическая социология, или Прикладная социальная наука, основанная на статическойсоциологии и менее сложных науках : В 2 т / Соч. Лестера Ф. Уорда, вицепрезидента Социал. отд-ния Антропол. о-ва в Вашингтоне; Пер. П. Николаева. — М.: К. Т. Солдатенков, 1891. — Т. 1. — [4], IV, 451 с.
- Уорд Л. Ф. Краткий обзор позитивной философии Огюста Конта. — СПб.: тип. Б.М. Вольфа, 1906. — 63 с.
- Уорд Л. Ф. Психические факторы цивилизации / Пер. с англ. Л.К. Давыдовой. — СПб.: Ф. Павленкова, 1897. — [2], II, 324 с.
- Уорд Л. Ф. Психические факторы цивилизации. — СПб.: Питер, 2001. — 351 с. — (Психология-классика). — ISBN 5-318-00152-1.
- Уорд Л. Ф. Очерки социологии = Outlines sociology / Пер. с англ. Е. И. Бошняк. — М.: магазин "Книжное дело", 1901. — VIII, 241 с.
- Уорд Л. Ф. Очерки социологии = Outlines sociology / Пер. с англ. Е. И. Бошняк. — М.: URSS, 2009. — 241 с. — (Из наследия мировой социологии). — ISBN 978-5-397-00888-4.